# Пустошный, Александр Владимирович
Пустошный Александр Владимирович (род. 28 июня 1953 года, Ленинград) — советский и российский учёный в области машиностроения, член-корреспондент РАН (2003). Специалист в области корабельной гидродинамики и движителей

## Биография
Окончил с отличием Ленинградский кораблестроительный институт по специальности «Гидроаэродинамика» (1976).
Доктор технических наук. Главный научный сотрудник — консультант ФГУП «Крыловский государственный научный центр».
Профессор кафедры гидроаэромеханики и морской акустики ГМТУ.

## Награды
- Медаль ордена «За заслуги перед Отечеством» II степени (5 февраля 2024 года) — за большой вклад в развитие отечественной науки, многолетнюю плодотворную деятельность и в связи с 300-летием со дня основания Российской академии наук[1].
- Премия Правительства РФ (2002).